# ブリタニア (女神)

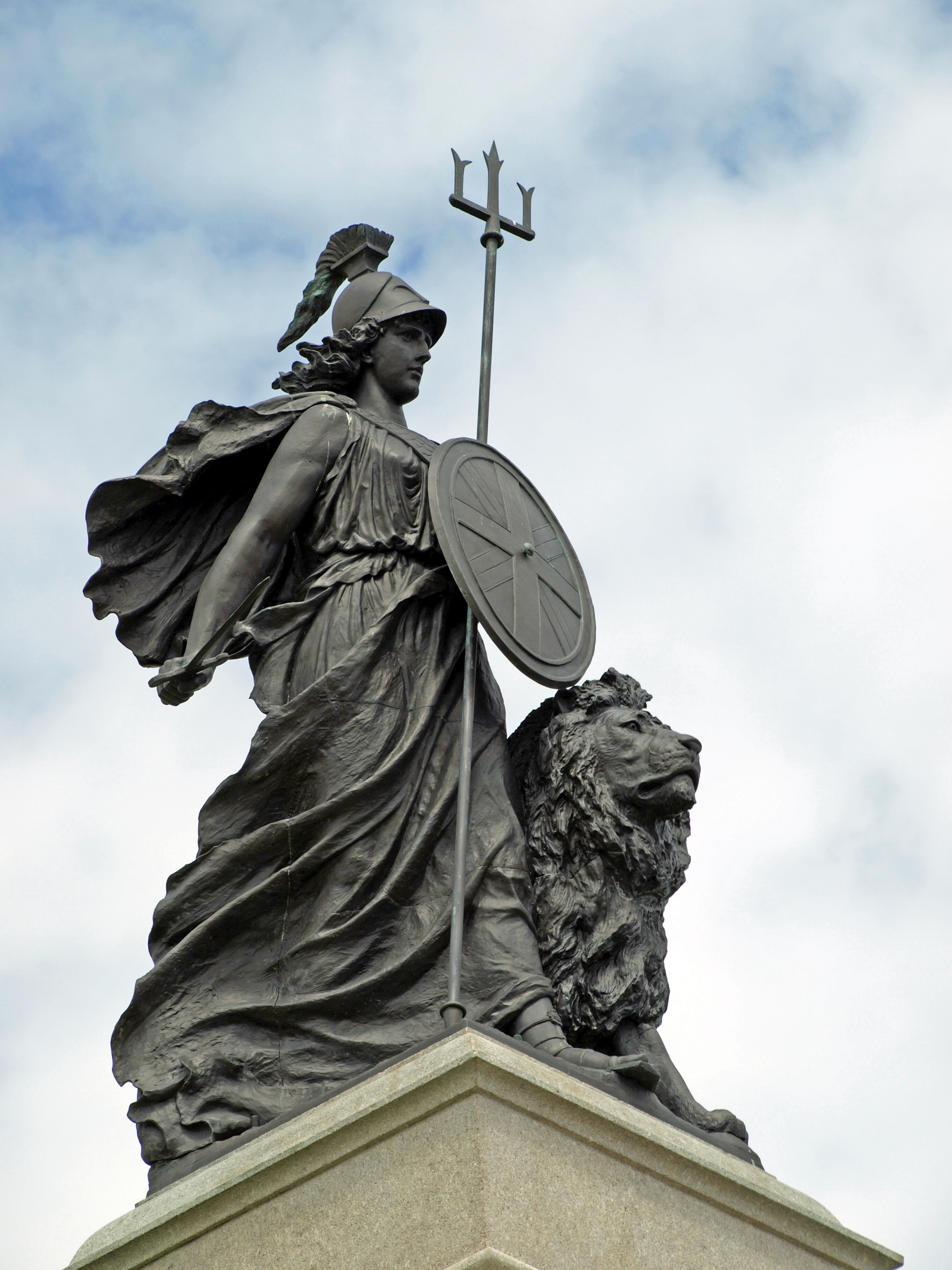
ブリタニア像、 プリマス, イギリス。

ブリタニア（英語: Britannia）とはイギリスを擬人化した女神であり、象徴とされる。由来はグレートブリテン島のラテン語名から。フランスのマリアンヌと並び、硬貨や紙幣、風刺画など様々なものに描かれる。
ブリタニアはローマ帝国の属州を擬人化した女神として、他の地域と同様に、2世紀にローマ帝国の硬貨に初めて描かれた。その後使われなくなったものの、エリザベス1世の統治下に於いて再び使われてるようになった。ユニオンフラッグを描いた盾とポセイドンの三叉戟を手にし、アテナの兜をかぶった姿で描かれる。
英国の愛国歌「ルール・ブリタニア」や「ブリタニア、海の誇り」は英国をこの女神に擬えて歌っている。

## 関連画像

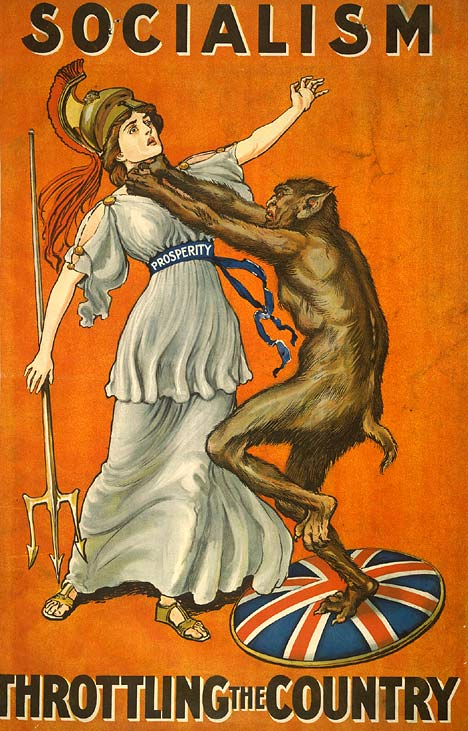
社会主義を敵視する保守党のポスター、1909年。ブリタニアが猿（社会主義を象徴する）に首を絞められている。文章は“社会主義は国を絞める”。
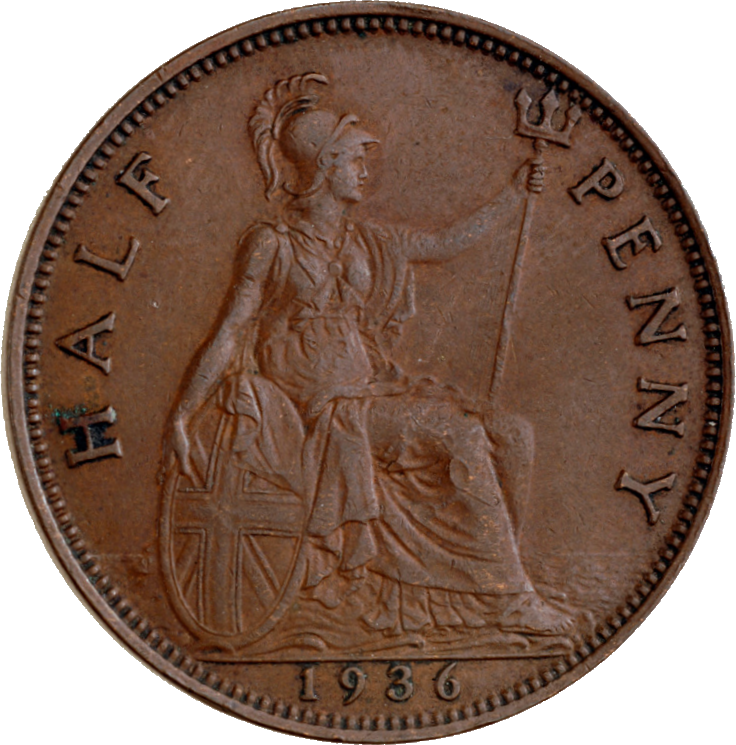
1936年発行のハーフペニー。
2021年発行のブリタニア金貨。
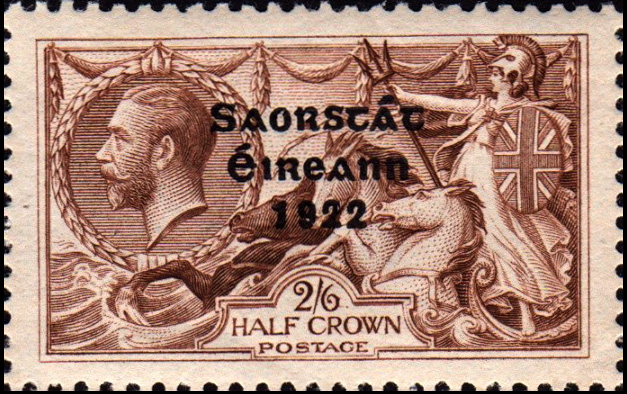
1922年発行の切手。
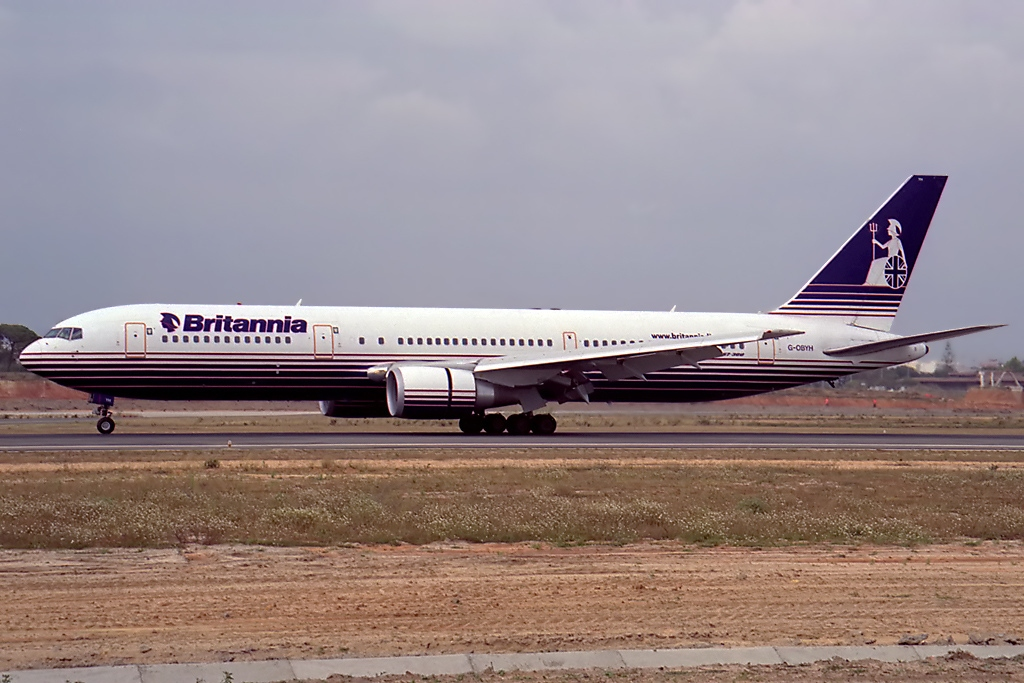
イギリスの航空会社の飛行機に描かれたブリタニア。
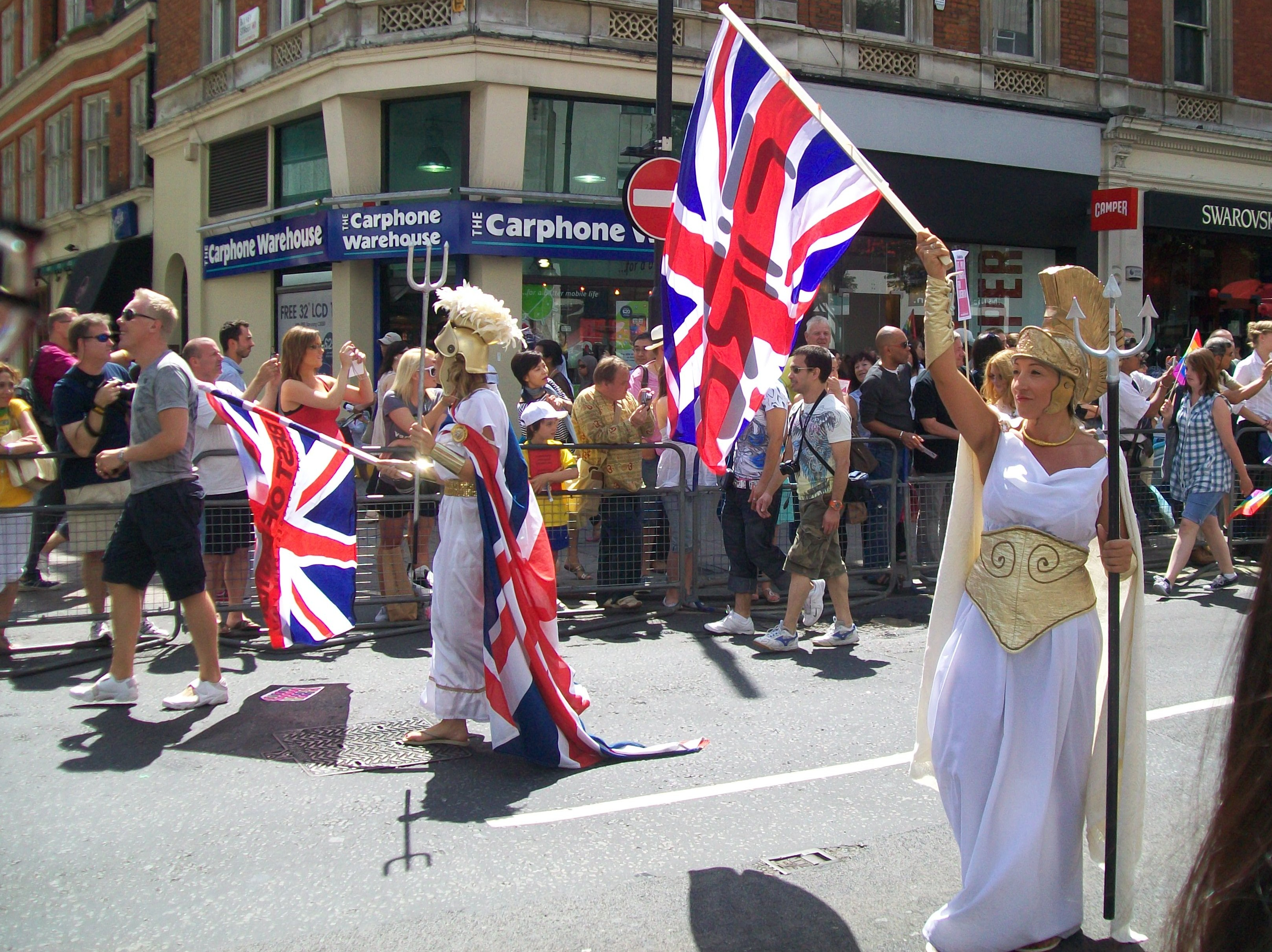
ブリタニアに扮して行進する人々。（2010年、ロンドン）